# St. Jakobus (Milda)

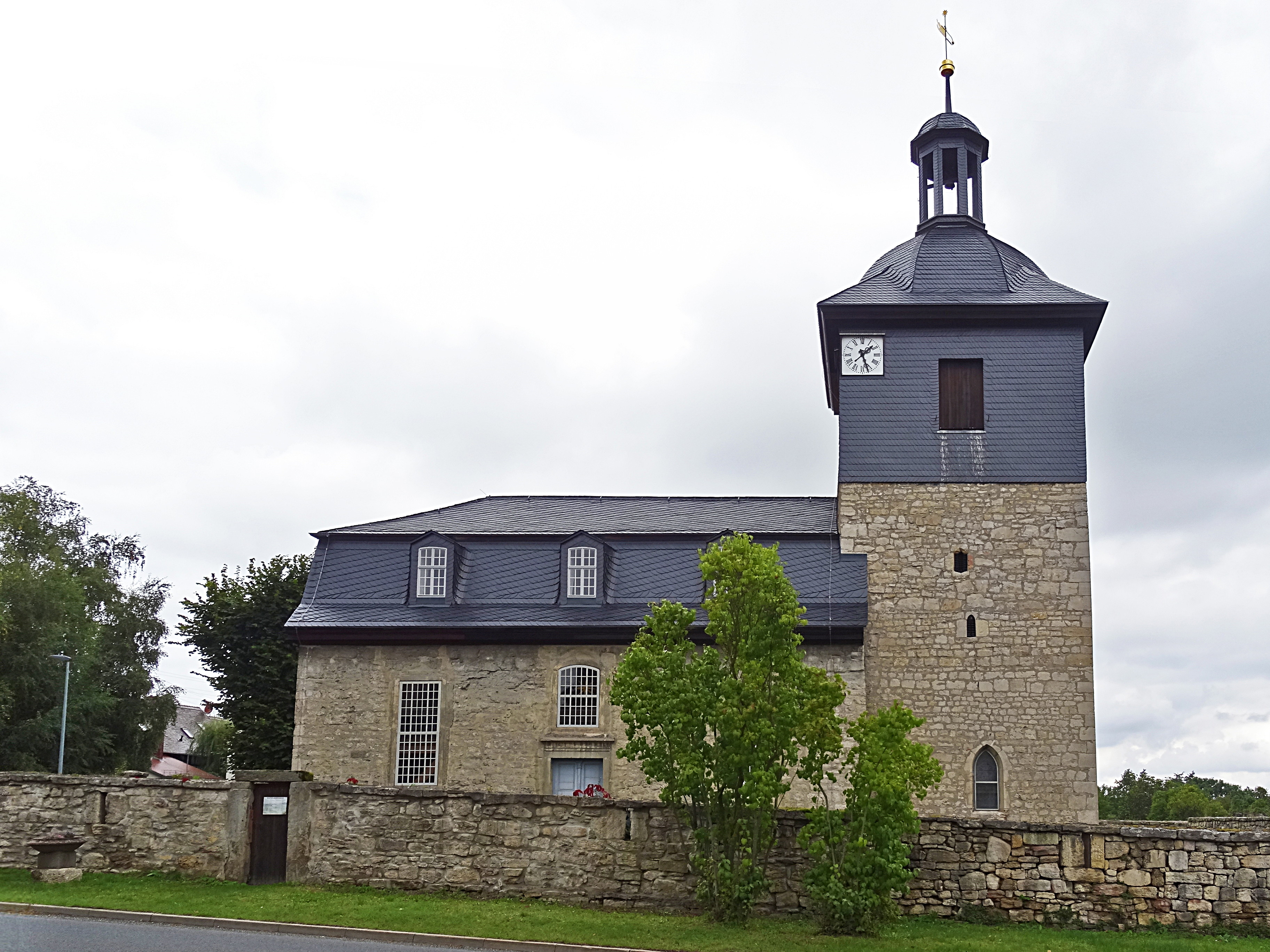
Die Dorfkirche St. Jakobus

Die Dorfkirche St. Jakobus steht in der Gemeinde Milda im Saale-Holzland-Kreis in Thüringen. Die Kirche gehört zum Kirchenkreis Jena.

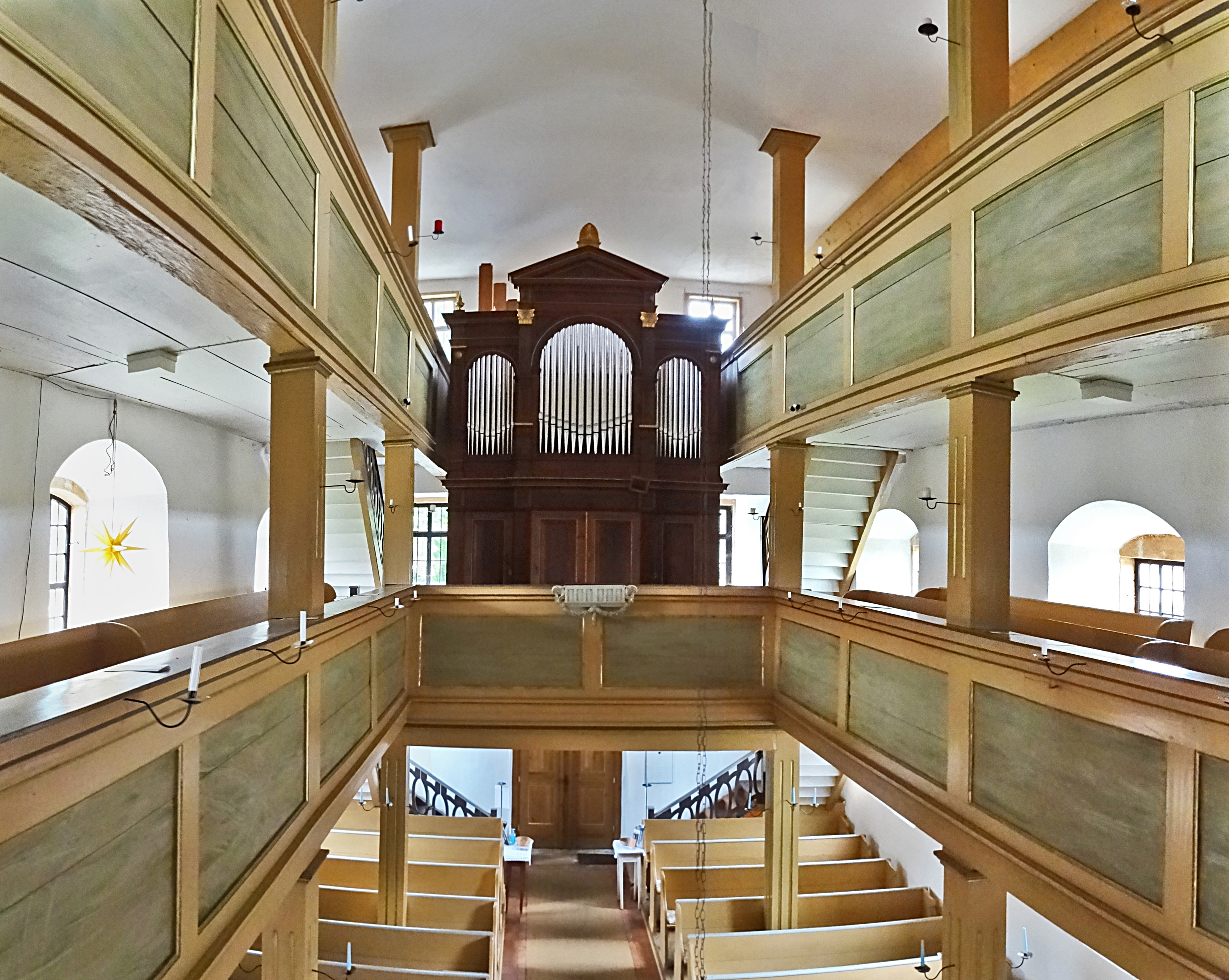
Innenansicht

## Lage
Milda liegt mit auf höchster Stelle im Landkreis westlich von Dürrengleina. Die Dorfkirche mit ihrem Wehrcharakter liegt am östlichen Dorfeingang an der Verbindungsstraße aus dem Saaletal in den Raum Blankenhain-Bad Berka und weiter.

## Friedhof
Die Kirche steht auf einem rechteckigen Friedhof mit Wehrmauer und ehemaligen vier Wehrtürmen, wovon nur noch einer erhalten ist. In der Mauer sind immer noch zweiläufige Schlitzscharten zu sehen.

## Gotteshaus
Die ursprüngliche romanische Saalkirche erhielt im 13./14. Jahrhundert einen quadratischen Chorturm und um 1500 eine nördlich angesetzte ursprünglich zweigeschossige Sakristei mit einem Kreuzgratgewölbe sowie einem Beinhaus mit Tonnengewölbe im Untergeschoss. Das zugeschüttete Untergeschoss liegt jetzt zum größten Teil unterhalb des Bodenniveaus, so dass von Eingang nur noch der obere Abschlussbogen erkennbar ist. Der Anbau diente zeitweilig auch als Gruft eines ortsansässigen Adelsgeschlechtes. Der Sakristei-Zugang von außen wurde erst 1907 in das Mauerwerk gebrochen.
Nach einem Brand 1793 wurde das Mansarddach 1795 bis 1799 wieder aufgebaut. Auf der Südseite deuten vermauerte romanische Rundbogenfenster und eine horizontale Baufuge auf die Vorgängerkirche hin.

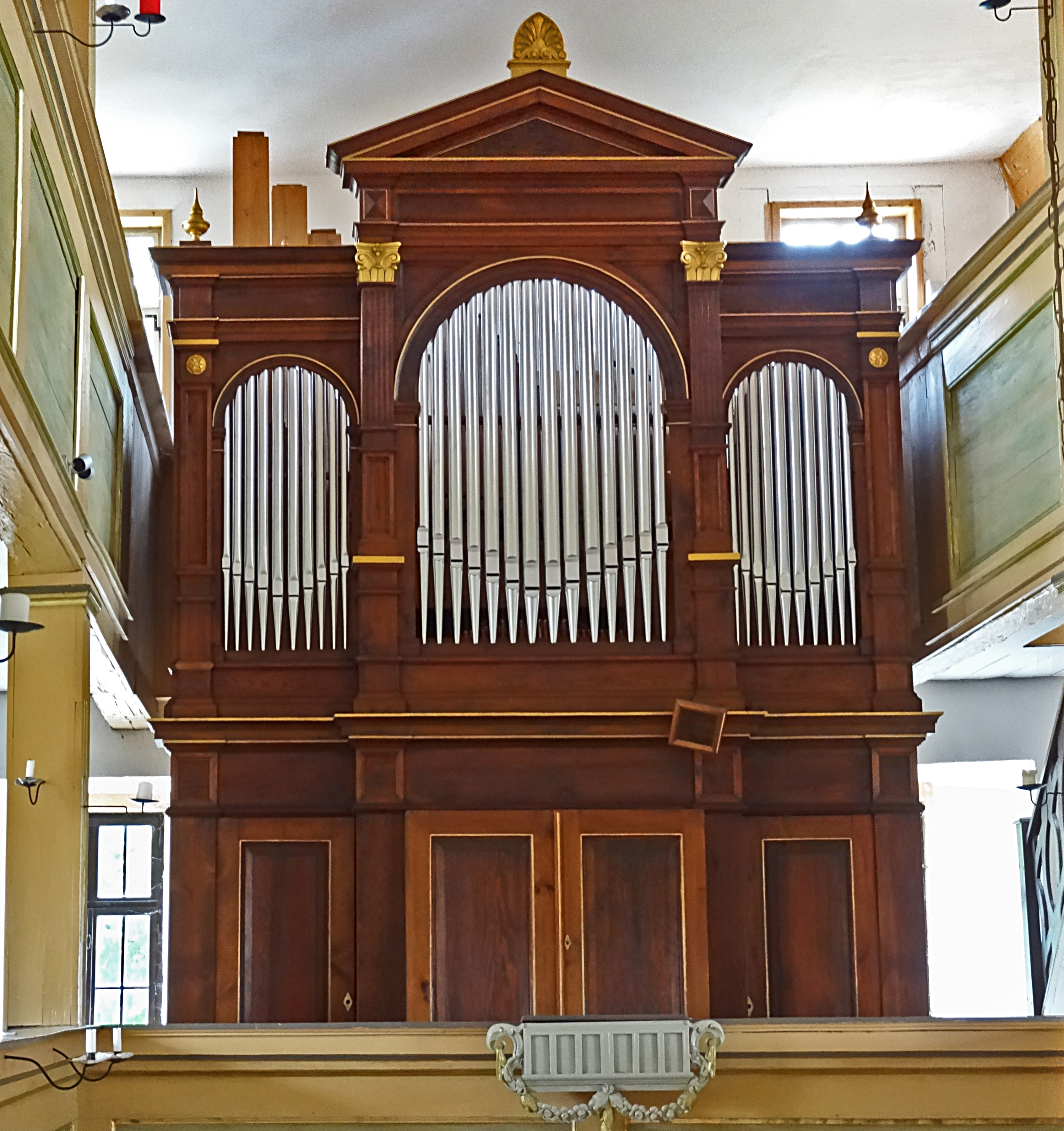
Eifert-Orgel

## Schiff
Der Saal des Kirchenschiffs hat umlaufende zweigeschossige Emporen und eine Flachdecke. Der rundbogige Triumphbogen wurde auch beim Umbau zugesetzt. Auf der eingeschossigen Westempore befindet sich der Orgelprospekt. Die Orgel mit 13 Registern, verteilt auf 2 Manuale und Pedal wurde 1890 von Adam Eifert gebaut.

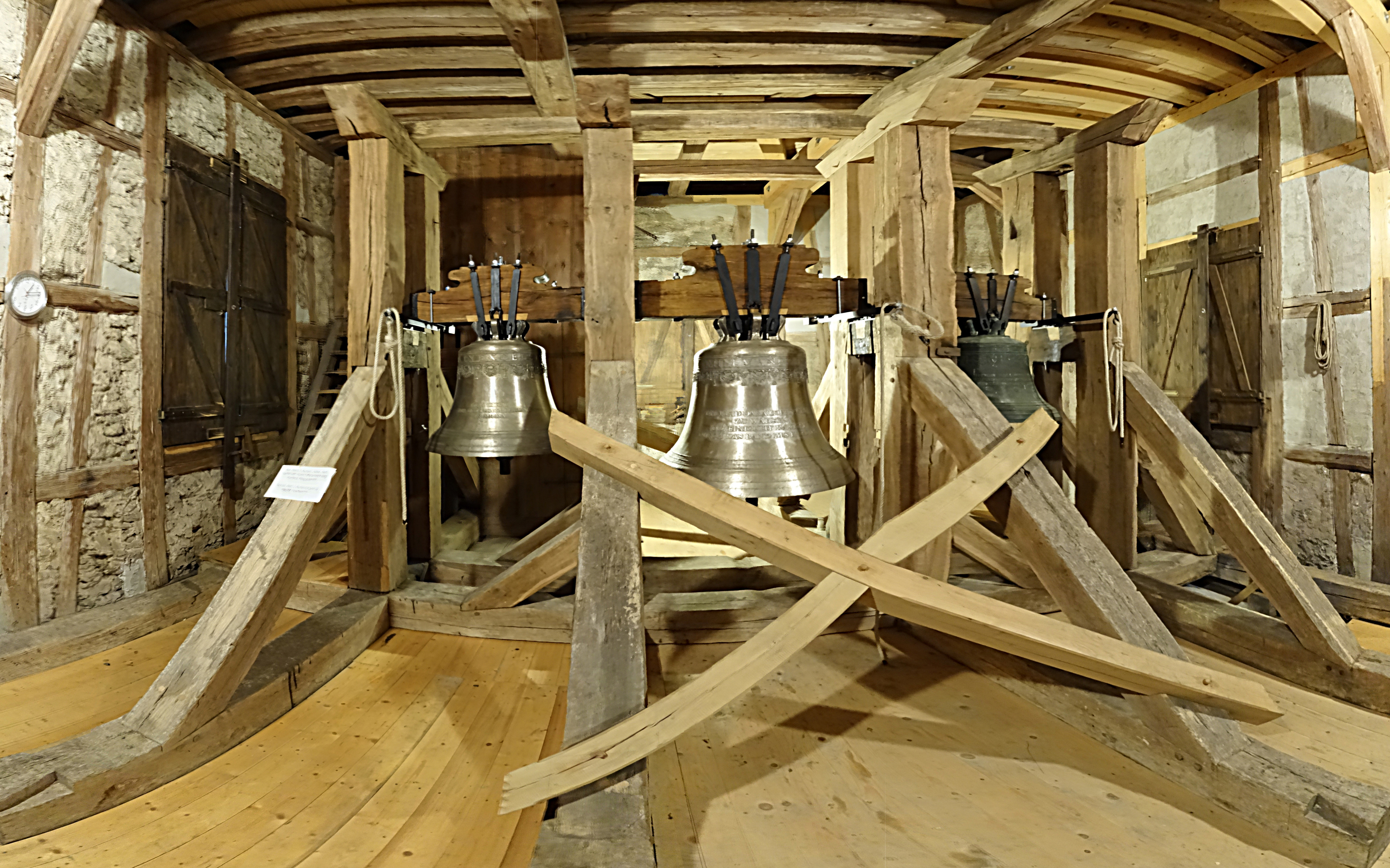
Glockenstuhl im Turm

## Turm
Der Kirchturm mit seiner massiven Gewölbetonne im Erdgeschoss hat eine geschweifte Haube und eine Laterne mit Wetterfahne und eingestanzter Jahreszahl 1882.

## Wiedereinweihung
Nach acht Jahren Schwammbekämpfung für 260.000 Euro feierte die Kirchgemeinde 2011 die Wiederweihe. Altbischof Roland Hoffmann führte sie durch.